# Орб (річка)
Орб (фр. Orb) — річка на півдні Франції, в департаменті Еро регіону Лангедок-Русійон. 
Довжина річки 136 км; площа басейну — 1330 км².

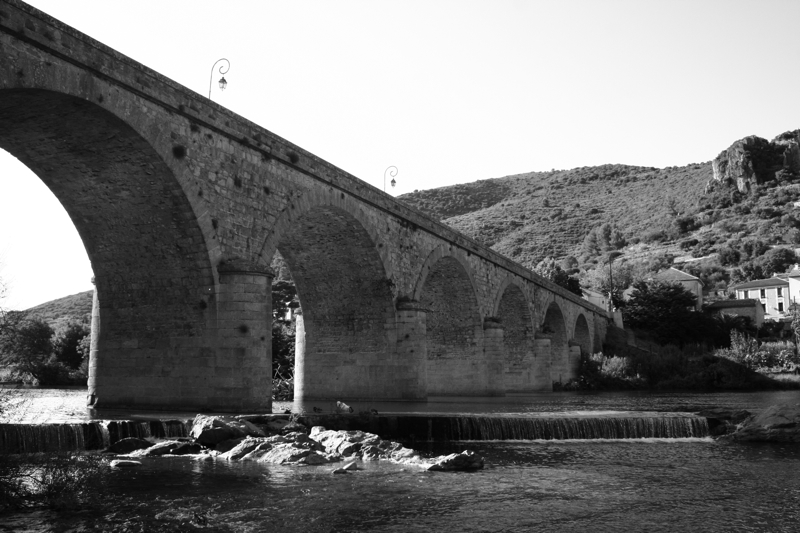
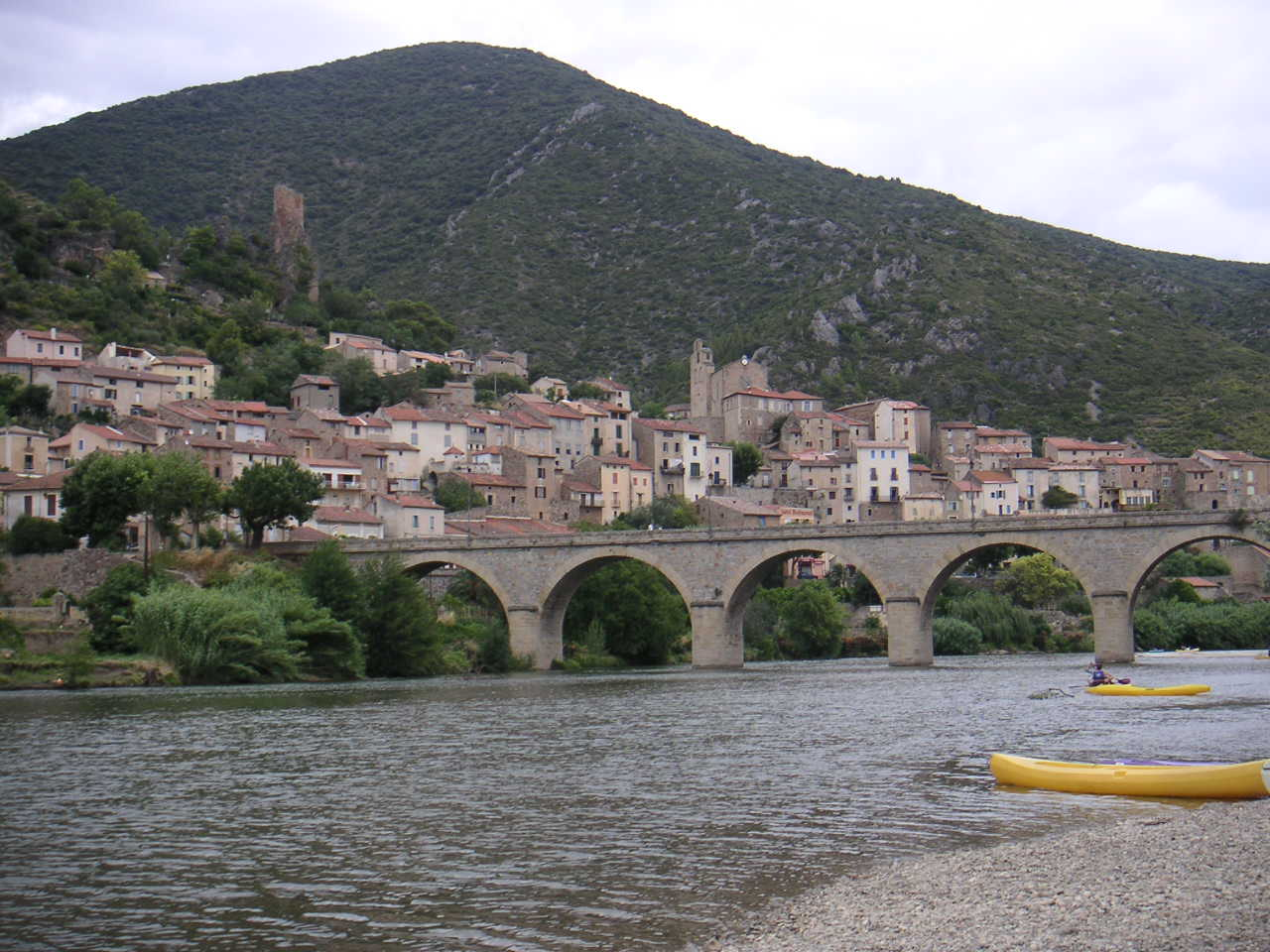
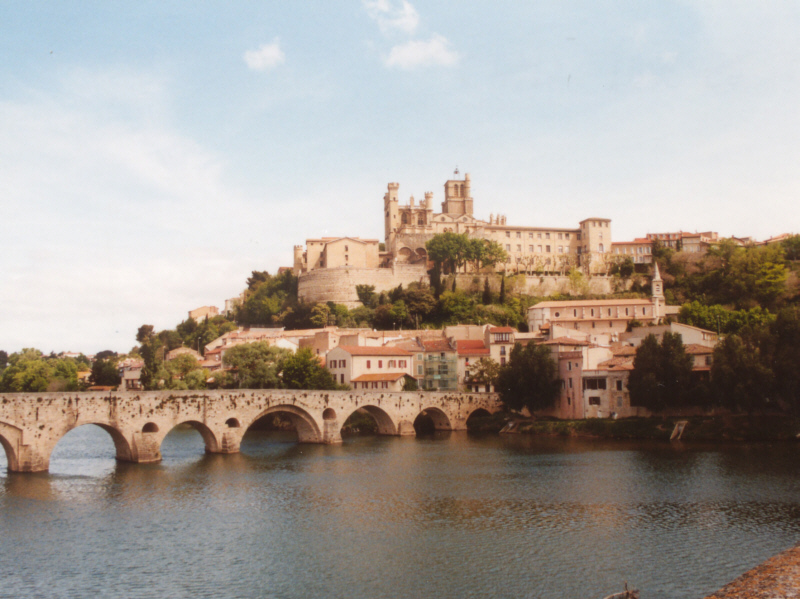